# Jan Troell
Jan Gustaf Troell, född 23 juli 1931 i Limhamn i Malmö, är en svensk regissör, manusförfattare och filmfotograf med professors namn 1998. Han är son till Gustaf Troell, gift med Agneta Ulfsäter-Troell och far till Yohanna Troell.

## Biografi

### Skola, kortfilmer och första långfilmer
Troell utbildade sig först till folkskollärare men började redan på 1950-talet att spela in kortfilmer, bland annat i syfte att användas i undervisningen, varav den mest uppmärksammade är Stad (1958), och han har genom åren fortsatt göra en hel del kortfilmer. I mitten av 1960-talet lämnade han läraryrket för att koncentrera sig på filmbranschen. Han började som filmfotograf, bland annat för den likaledes malmöfödde regissören Bo Widerbergs första kortfilm Pojken och draken (1961) och Widerbergs långfilmsdebut Barnvagnen (1962). Troell fortsatte sedan att också vara fotograf för sina egna filmer. Filmen Ole Dole Doff (1968), med Per Oscarsson som frustrerad lärare, är till stor del inspelad på Sorgenfriskolan i Malmö, där han tidigare varit lärare. Filmen vann Guldbjörnen vid Berlins filmfestival.
Med långfilmsdebuten Här har du ditt liv (1966), efter Nobelpristagaren Eyvind Johnsons Romanen om Olof, fick Troell sitt genombrott. Filmen är allmänt betraktad som ett mästerverk. När tidningen Nöjesguiden 1995 samlade filmkännare för att rösta fram den bästa svenska filmen genom tiderna, hamnade Här har du ditt liv på fjärde plats.
För den breda publiken är Troell kanske mest känd för filmatiseringen av Vilhelm Mobergs romansvit Utvandrarna, Invandrarna, Nybyggarna och Sista brevet till Sverige. De fyra böckerna mynnade ut i två filmer, Utvandrarna (1971) och Nybyggarna (1972) samt en längre TV-version. Filmerna nominerades till flera Oscarsstatyetter. Troell nominerades till priset för bästa regi och bästa manus efter förlaga.

### Vidgade internationella spelfält
Framgångarna med utvandrarfilmerna ledde Troell till erbjudanden om att i filmernas fotspår göra ett par filmer i Hollywood: Pionjärerna (original Zandy's Bride) (1974) med Liv Ullmann och Gene Hackman samt katastroffilmen Orkanen (original Hurricane) (1979), med bland andra Mia Farrow, Jason Robards och Max von Sydow, som det först var meningen att Roman Polanski skulle ha gjort, innan han var tvungen att fly till Europa på grund av våldtäktsanklagelser. Troell har själv beskrivit dessa filmerfarenheter som för hans del ganska "katastrofala", främst för att han enligt Hollywoods regelverk inte, som han brukar, själv fick fungera som fotograf i produktionerna och knappt ens fick titta i kameran, men till den senare kunde han anlita svenske Sven Nykvist.
Max von Sydow, som Troell redan arbetat med i Uppehåll i myrlandet, Här har du ditt liv, Utvandrarna och Nybyggarna, spelade titelrollen i Ingenjör Andrées luftfärd (1982). Filmen, som handlar om Salomon August Andrées misslyckade ballongexpedition till Nordpolen 1897, överskred sin budget men nominerades till en Oscar för bästa utländska film.
Dokumentärfilmen Sagolandet (1988) kan sägas vara en central film. Troell har själv beskrivit den som sin favorit i den egna produktionen. I den tre timmar långa filmen, som är kritisk mot samtidens Sverige, har den amerikanske psykologen Rollo May en central roll. I filmen intervjuas bland annat tidigare statsministern Tage Erlander och statsrådet Ingvar Carlsson. När filmen hade premiär hade Carlsson hunnit bli statsminister. När Troell arbetade med filmen föddes hans dotter Yohanna. Hennes tidiga barndom skildras också i filmen (och hennes senare uppväxt skildras i filmen Johanna Yohanna (2003) av Thomas Danielsson).
Il Capitano (1991) vann Silverbjörnen i Berlin men var kontroversiell då den handlade om Åmselemorden bara tre år tidigare. Kritiken var stark under inspelningen men efter premiären väckte den lågmälda skildringen större respekt betraktat som filmverk.
I den norsk-svenska filmen om Knut Hamsun försöker Troell förstå varför den norske författaren blev nazistsympatisör och landsförrädare, medan filmen Så vit som en snö skildrar den kvinnliga flygpionjären Elsa Andersson. Den nazistiska tidens komplikationer fortsätter Troell skildra i Dom över död man, om tidningsmannen Torgny Segerstedts motståndskamp mot den tyska nazismen.
Till Troells 70-årsdag gjorde Ann Victorin intervjufilmen Jan Troell – ett porträtt (2001) och till 80-årsfirandet 2011 hyllades han bland annat med program i SVT och boken Regi, foto, klippning: Jan Troell av Kurt Mälarstedt. Till 90-årsfirandet 2021 visade SVT Tom Alandhs intervjufilm med Troell Ett par dagar i november med Jan Troell.

## Favoritfilmer
År 2012 bad Sight and Sound flera kända regissörer att ge dem en lista på sina topp tio favoritfilmer. Troells lista blev som följer (med dess regissörer/upphovspersoner):
1. 8½ – (1963), Federico Fellini
2. Hugo Cabret – (2011), Martin Scorsese
3. Jules och Jim – (1962), François Truffaut
4. Spegeln – (1974), Andrej Tarkovskij
5. Moderna tider – (1936), Charles Chaplin
6. De missanpassade – (1961), John Huston
7. Trasdockan – (1955), Charles Laughton & Robert Mitchum
8. Snövit och de sju dvärgarna – (1937), David Hand et al
9. I hetaste laget – (1959), Billy Wilder
10. Vargtimmen – (1968), Ingmar Bergman

Troell berättade för filmtidskriften Sight and Sound att Snövit var den första filmen han såg, att han såg om den tre gånger på bio och att det var den som väckte hans kärlek till filmmediet.

## Filmografi i urval
| 1958 | Stad — (kortfilm)                                           | Ja | Ja | Ja | Ja |
| 1965 | Uppehåll i myrlandet — (kortfilm)                           | Ja | Ja | Ja | Ja |
| 1966 | Här har du ditt liv                                         | Ja | Ja | Ja | Ja |
| 1968 | Ole dole doff                                               | Ja | Ja | Ja | Ja |
| 1971 | Utvandrarna                                                 | Ja | Ja | Ja | Ja |
| 1972 | Nybyggarna                                                  | Ja | Ja | Ja | Ja |
| 1973 | Gamen — (TV)                                                | Ja |    | Ja |    |
| 1974 | Pionjärerna — (USA)                                         | Ja |    |    |    |
| 1977 | Bang!                                                       | Ja | Ja | Ja | Ja |
| 1979 | Orkanen — (USA)                                             | Ja |    |    |    |
| 1982 | Ingenjör Andrées luftfärd                                   | Ja | Ja | Ja | Ja |
| 1988 | Sagolandet — (dokumentär)                                   | Ja | Ja | Ja |    |
| 1991 | Il Capitano                                                 | Ja | Ja | Ja | Ja |
| 1994 | Dansen — (dokumentär)                                       | Ja | Ja | Ja | Ja |
| 1996 | Hamsun                                                      | Ja | Ja | Ja | Ja |
| 1997 | En frusen dröm — (dokumentär)                               | Ja | Ja | Ja | Ja |
| 2000 | Från Sverige i tiden — (segment 92,8 MHz - drömmar i söder) | Ja | Ja | Ja |    |
| 2001 | Så vit som en snö                                           | Ja | Ja | Ja | Ja |
| 2003 | Närvarande — (dokumentär)                                   | Ja | Ja | Ja | Ja |
| 2004 | Visions of Europe — (segment The Yellow Tag)                | Ja |    | Ja |    |
| 2007 | Färgklang — (dokumentär)                                    | Ja |    | Ja | Ja |
| 2008 | Maria Larssons eviga ögonblick                              | Ja | Ja | Ja |    |
| 2010 | Med mitt mått mätt – en ökenvandring — (kortfilm)           | Ja |    |    |    |
| 2012 | Dom över död man                                            | Ja | Ja | Ja | Ja |
| 2012 | Kalla ingenting försent — (dokumentär)                      | Ja |    | Ja |    |

## Priser och utmärkelser
- 1966 – Chaplin-priset – Här har du ditt liv
- 1966 – Chaplin-priset – Uppehåll i myrlandet
- 1967 – Edvin Adolphsons stipendium
- 1967 – LO-stipendium
- 1967 – Silver Hugo, Chicago International Film Festival – Här har du ditt liv (Bästa regi)
- 1967 – SF-stipendium
- 1967 – Guldbagge – Här har du ditt liv (Bästa regi)[8]
- 1968 – International Writers' Guild – Ole dole doff (Bästa manus, L'homme qui ment)
- 1972 – Chaplin-priset – Nybyggarna
- 1973 – Sydsvenska Dagbladets kulturpris
- 1973 – Academy Award-nominering x2 – Utvandrarna (Bästa manus efter förlaga samt Bästa regi)
- 1982 – Chaplin-priset – Ingenjör Andrées luftfärd (tog inte emot priset)
- 1984 – Utnämnd till hedersledamot på Malmö Nation vid Lunds universitet
- 1989 – Guldbagge (Kreativa insatser)[8]
- 1992 – Silverbjörnen, Filmfestivalen i Berlin – Il Capitano (Bästa regi)
- 1992 – Guldbagge-nominerad – Il Capitano (Bästa foto)[8]
- 1993 – Festivalpris (Brygge) – Il Capitano (Bästa regi)
- 1995 – Pris för bästa foto (Sällskapet Manetens pris till Årets filmfotograf)
- 1996 – Festivalpris (Montréal) (Special Grand Prix of Americas)
- 1998 – Malmö stads kulturpris
- 1998 – Guldsolen – En frusen dröm (TV4:s och Nils Petter Sundgrens pris Guldsolen; filmen "förnyar den poetiska dokumentärfilmen")
- 2001 – Festivalpris (Sevilla) – Så vit som en snö (Bästa regi)
- 2001 – Region Skånes kulturpris
- 2002 – Guldbagge-nominerad – Så vit som en snö (Bästa manuskript)[8]
- 2002 – Guldbagge x2 – Så vit som en snö (Bästa regi samt Bästa foto)[8]
- 2005 – Litteris et Artibus
- 2008 – Festivalpris (Valladolid) – Maria Larssons eviga ögonblick (Bästa foto)
- 2009 – Guldbagge-nominerad x3 – Maria Larssons eviga ögonblick (Bästa manuskript, Bästa foto samt Bästa regi)[8]
- 2009 – Göteborgs stora filmpris, Göteborgs filmfestival – Maria Larssons eviga ögonblick
- 2009 – Sveriges Förenade Filmstudios Filmpris
- 2009 – Festivalpris; Listapad filmfestival, Minsk, Vitryssland x2 – Maria Larssons eviga ögonblick (Specialpris för Bästa foto samt Bästa regi)
- 2010 – Svenska Akademiens stora pris
- 2012 – Dansk-svensk kulturfonds kulturpris
- 2014 – Dreyerpriset – första mottagare av Hederspriset
- 2014 – Per Ganneviks stipendium
- 2016 – Trelleborgs Allehandas kulturpris